# Окунський Олександр Васильович
Олександр Васильович Окунський (13 липня 1971, Кишинів, Молдавська РСР, СРСР — 21 січня 2019, Київ, Україна) — український баскетболіст. Учасник чемпіонатів Європи з баскетболу 1997, 2001, 2003 роки. Завершив ігрову кар'єру в 2005 році.

## Спортивна кар'єра
Олександр Окунський — один з кращих баскетболістів в історії українського баскетболу. Він почав професійну спортивну кар'єру в 1988 році. Виступав у київському Будівельнику, донецькому Шахтарі, одеській БІПА-Моді, БК «Київ», а також закордонних клубах: турецькому «Дарюшшафаку», литовському «Летувос Рітас», хорватських «ЦИбону» і «Будучность», а також грецькому «Менті».
Олександр Окунський — п'ятиразовий чемпіон України (1992, 1993, 1994, 1995, 1998), дворазовий чемпіон Литви (2000, 2002). Посідає друге місце за кількістю зіграних матчів за збірну України з баскетболу. Учасник першого матчу в історії збірної України.

## Родина
Друга дружина — Маріанна Корнієнко, модель (одружились у 2004 році).

## Досягнення

### Досягнення на клубному рівні
- Чемпіон України (1992, 1993, 1994, 1995, 1998)
- Віце-чемпіон України (1996, 1997, 2004)
- Чемпіон Литви (2000, 2002)
- Кращий гравець чемпіонату України (1996)

### Міжнародна кар'єра
У складі юнацької збірної СРСР став у 1990 році віце-чемпіоном Європи. За збірну України виступав з 1993 по 2003 роки. Провів у її складі 47 матчів, будучи другим в історії команди за цим показником.
| Турнір             | Матчі | Очки |
| ------------------ | ----- | ---- |
| Відбір ЧЄ-93       | ?     | ?    |
| Відбір ЧЄ-95       | 5     | 11,4 |
| Відбір ЧЄ-97       | 10    | 9,8  |
| Фінал ЧЄ-97        | 3     | 7,3  |
| Відбір ЧЄ-99       | 8     | 10,2 |
| Відбір ЧЄ-01       | 5     | 6,2  |
| Фінал ЧЄ-01        | 3     | 16,0 |
| Відбір ЧЄ-03       | 10    | 10,7 |
| Фінал ЧЄ-03        | 3     | 12,7 |
| Всього (1993—2003) | 47    | 10,5 |

## Смерть
Олександр Окунський помер 21 січня 2019 року в місті Києві. Він декілька років боровся з раком. У спортсмена діагностували аденокарциному. Довелось робити декілька операцій. Потім тривала реабілітація та курс дороговартісної хіміотерапії за кордоном. Але хворобу побороти не вдалось.